# Іван Кажан
Іван Кажан (*д/н — після 1756) — український політичний та військовий діяч, кошовий отаман Війська Запорозького у 1750 році.

## Життєпис
Про місце та дату народження невідомо. Був козаком Незамаївського куреня. У 1750 році під час обрання нового кошового відбулися заворошення козацької голоти, яка обрала кошовим отаманом Івана Кажана. Відомо, що на той час це був досвідчений старий козак. Опис цієї події надав чернець-мандрівник Лука Яценко-Зеленський.
Під час своєї каденції отримав повідомлення від імператриці Єлизавети I щодо відновлення гетьманства. Не відомо чи особисто був присутній на церемонії зведення у гетьмани Кирила Розумовського, чи відправляв відповідну делегацію від Коша.
За час урядування займався розподіленням зимовників між козаками, залогодженням різних суперечок, утримував козаків від нападів на татарські улуси. Водночас усіляко сприяв гайдамацькому повстаню на Правобережжі (робив це потайно від ройсійської та польської влади), дозволяв приєднуватися до нього запорожцям, а після поразки дозволив відступив на терени Запоріжжя.
У 1751 році поступився булавою Василю Сичу. Остання згадка про нього відносить до 1756 року, на той час він був кощаком Кисляківського куреня. Про подальшу долю Івана Кажана нічого невідомо.